# 송전탑

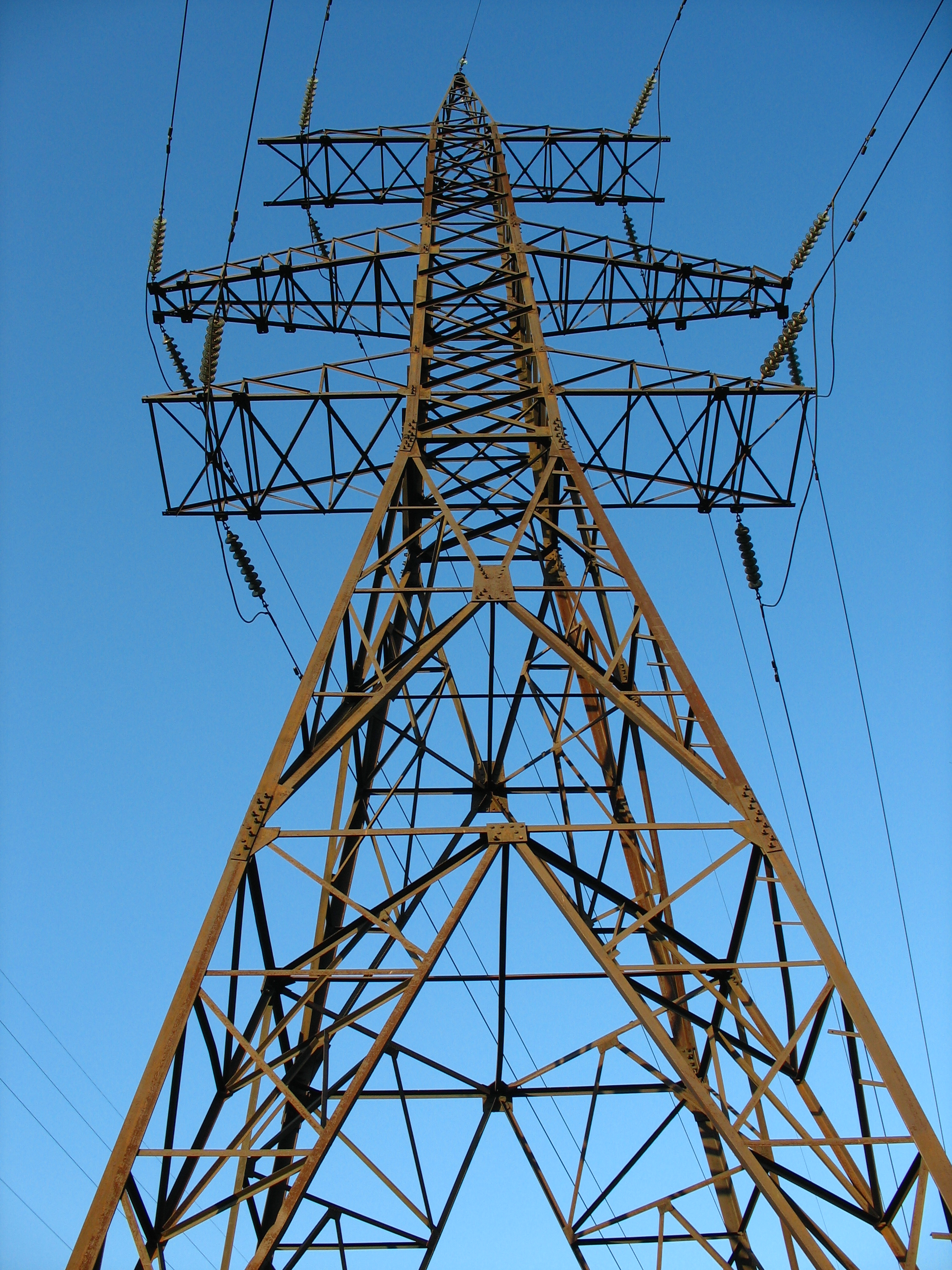

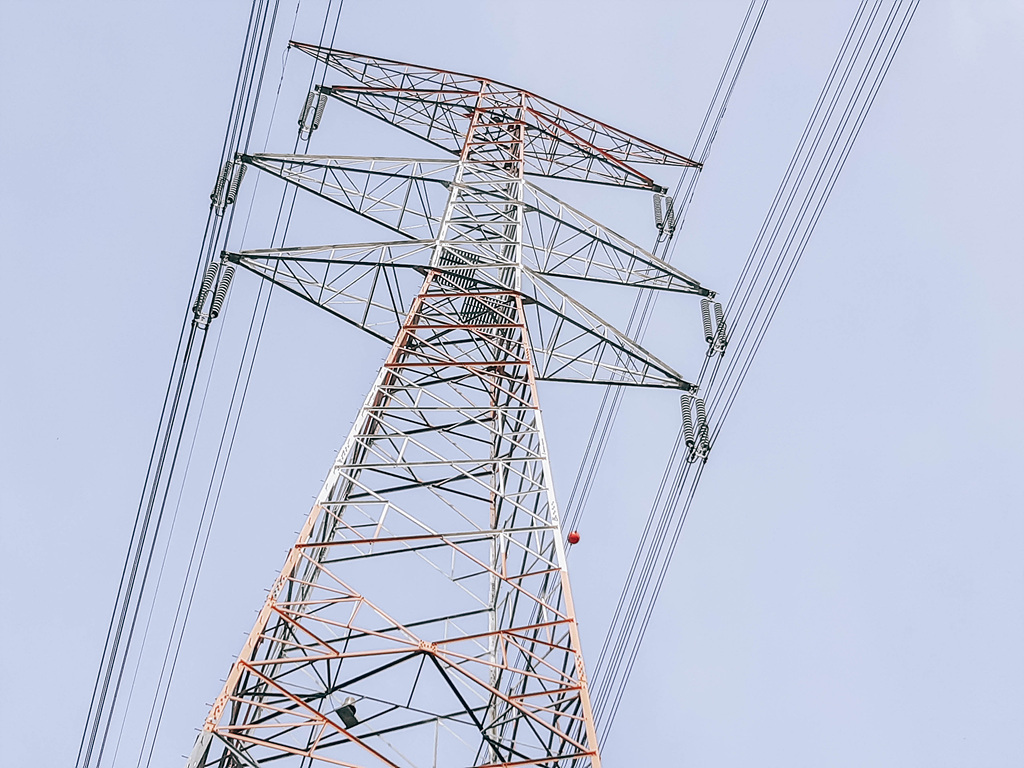
충남 아산시에 위치한 345kV 고전압 송전탑

송전탑(送電塔, electricity pylon; transmission tower)은 고압의 송전선을 이어서 설치하기 위해 높게 세운 철탑이다. 고전압 직류와 교류 방식을 사용하며 한국에서는 보통 154kV, 345kV, 765kV의 고전압이 많이 사용된다. 시화호 횡단 송전탑과 같이 바다 또는 호수를 지나는 송전탑도 있다. 글라이더, 경비행기, 헬리콥터 등 항공기와의 충돌 사고를 방지하기 위해 송전탑은 보통 시인성이 높은 색으로 도색하며, 송전선 위 공 모양의 장치와 자체 점멸등을 통해 보호하기도 한다.

## 분쟁
밀양에서는 2008년부터 765kV 송전탑에 대해 한국전력과 분쟁을 벌여 왔으며 이것이 밀양 송전탑 사건이다.

## 공법

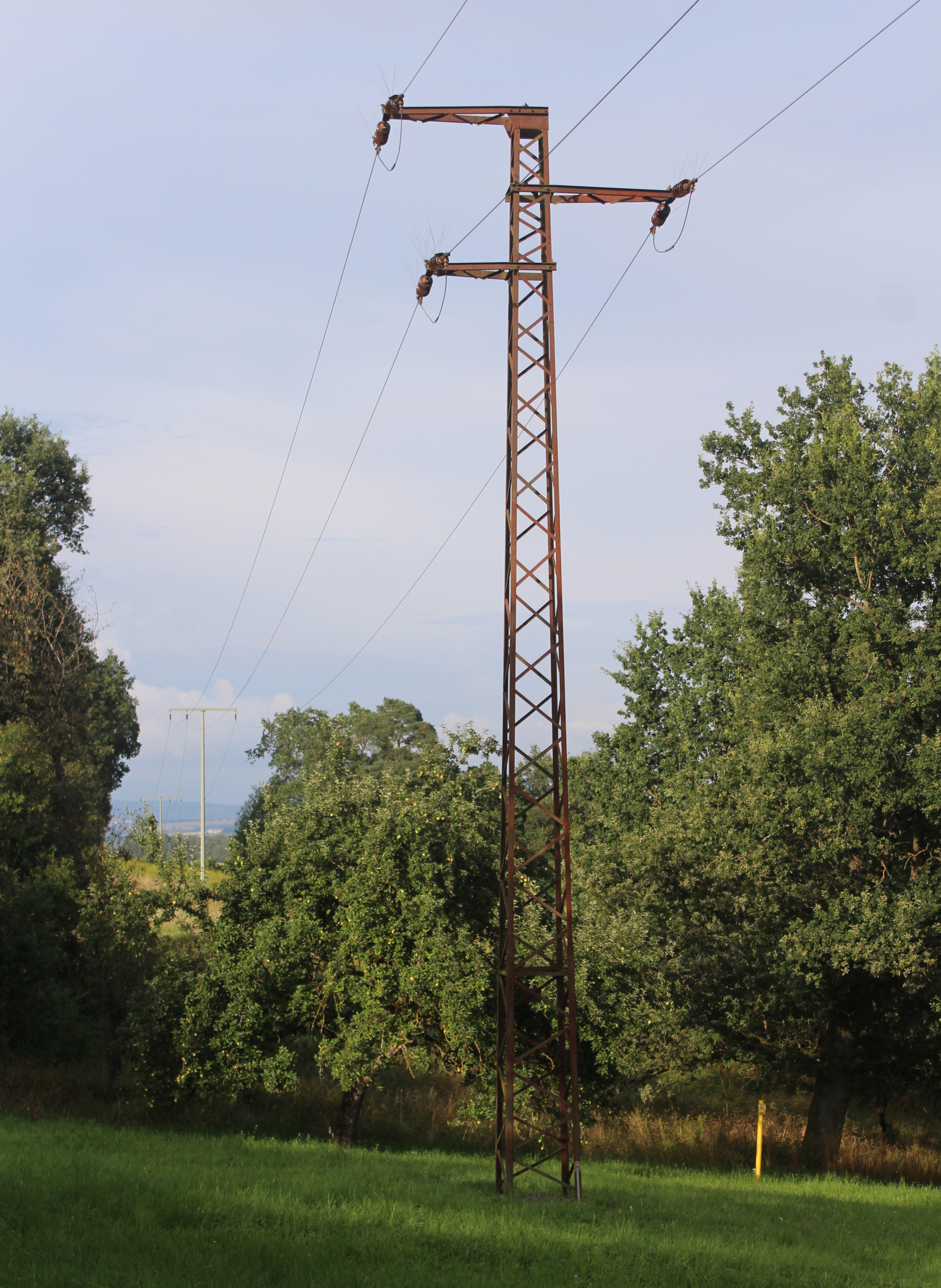
강철 마스트
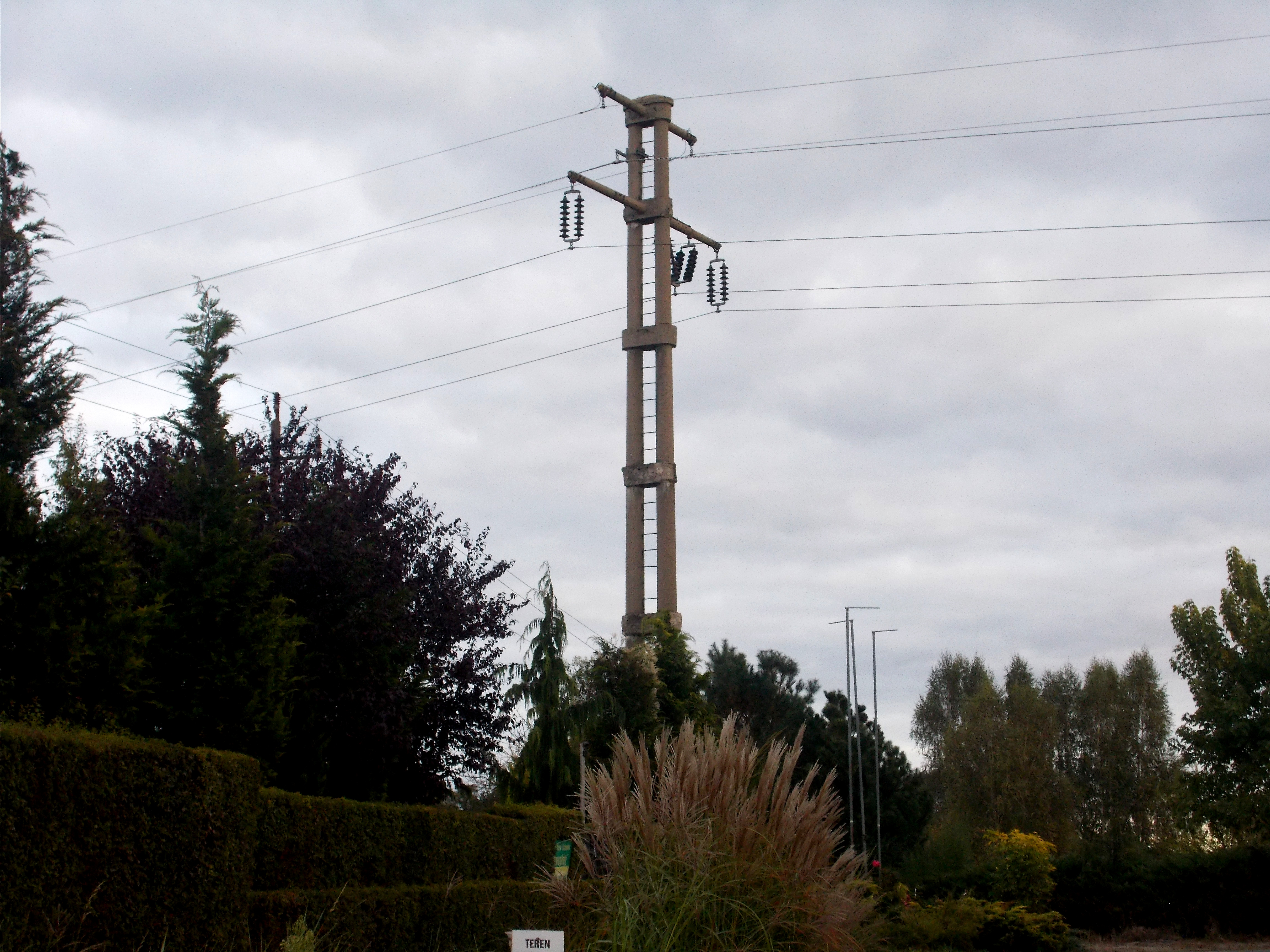
콘크리트 마스트
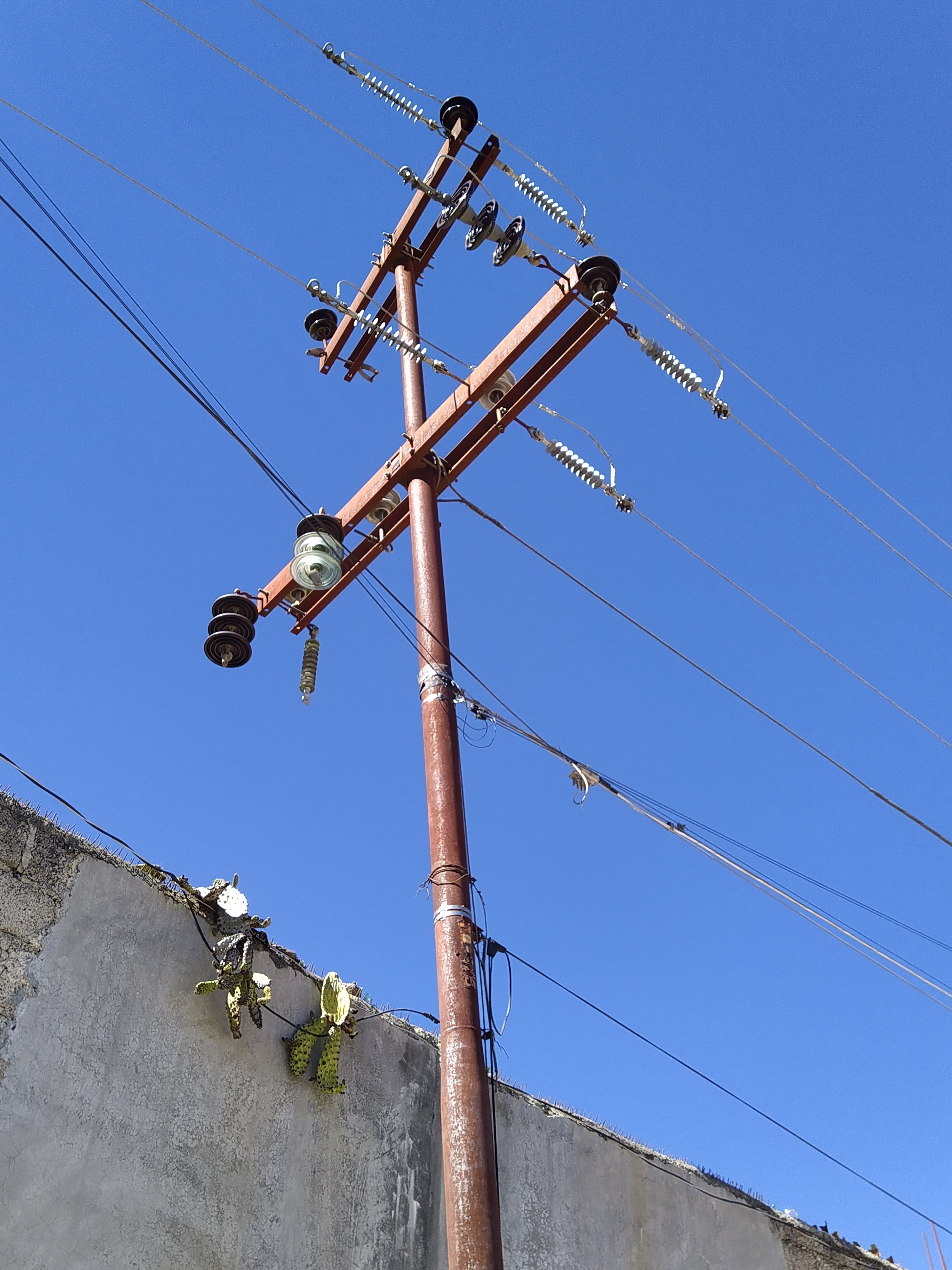
관형 강철 마스트
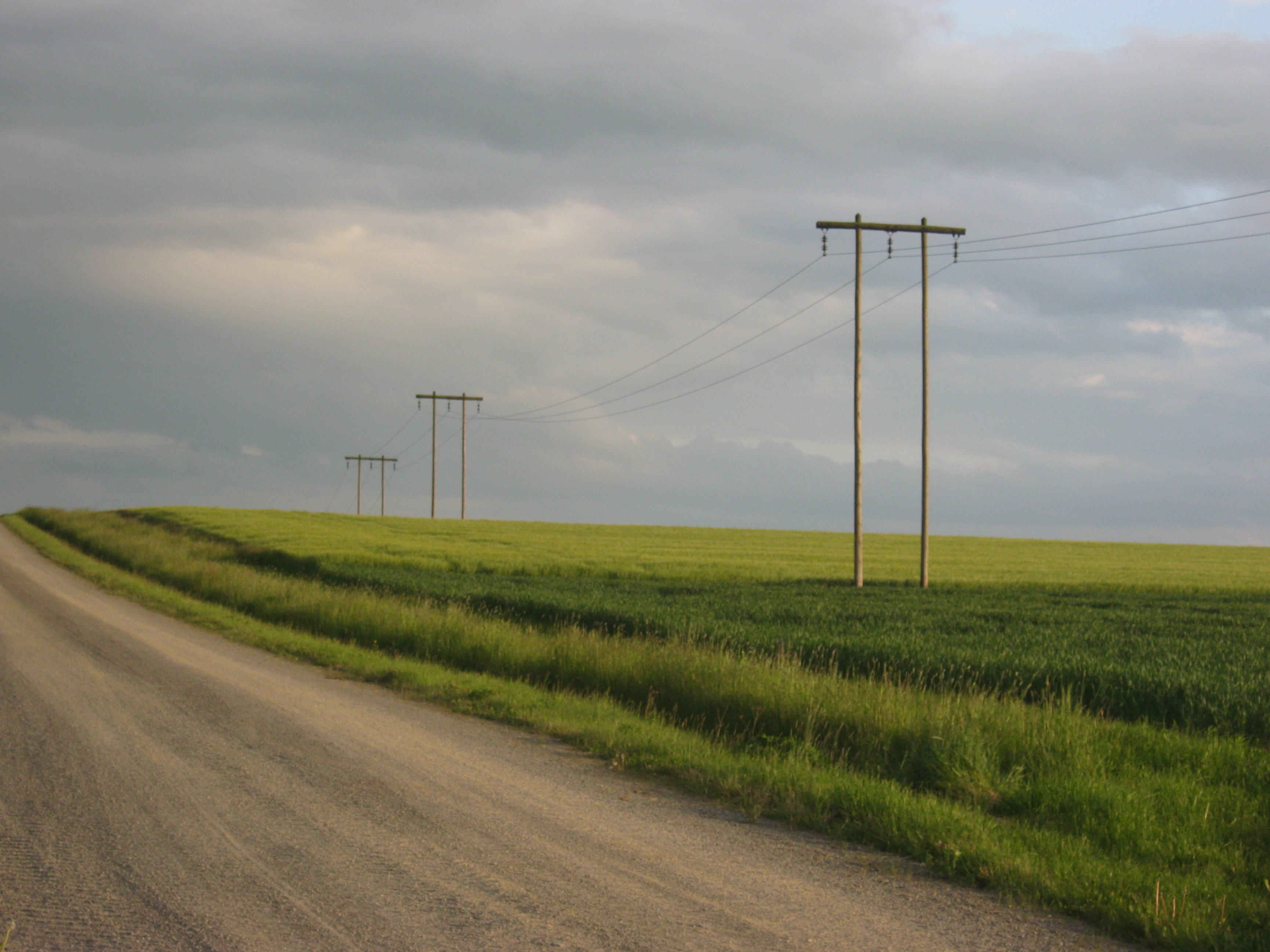
나무 돛대

## 같이 보기
- 송전
- 건축공학
- 전봇대